# Davide Cimolai
Davide Cimolai (Pordenone, 13 augustus 1989) is een Italiaans weg- en baanwielrenner die anno 2024 rijdt voor Movistar Team.

## Carrière
Cimolai werd in 2005 tweede op de Italiaans kampioenschap tijdrijden voor nieuwelingen. Twee jaar later, in 2007, werd hij tweede op de achtervolging en puntenkoers op de baan bij de junioren.
In 2008 werd hij derde op het Europees kampioenschap baanwielrennen bij de ploegenachtervolging voor beloften, samen met Omar Bertazzo, Marco Coledan en Elia Viviani. Daarnaast werd hij tweede in de UIV Cup in Fiorenzuola d'Arda.

## Baanwielrennen

### Palmares
| Jaar     | IK                                                                | EK                   | WK       | Overig                |
| Junioren | Junioren                                                          | Junioren             | Junioren | Junioren              |
| -------- | ----------------------------------------------------------------- | -------------------- | -------- | --------------------- |
| 2006     | Koppelkoers, Achtervolging, Ploegenachtervolging                  |                      |          |                       |
| 2007     | Achtervolging, Puntenkoers, Teamsprint                            |                      |          |                       |
| Beloften |                                                                   |                      |          |                       |
| 2009     |                                                                   | Ploegenachtervolging |          |                       |
| 2010     |                                                                   |                      |          |                       |
| 2011     |                                                                   | Scratch, Koppelkoers |          |                       |
| Elite    |                                                                   |                      |          |                       |
| 2008     | Omnium, Ploegenachtervolging, Achtervolging                       |                      |          | 3daagse van Pordenone |
| 2009     | Ploegenachtervolging, Scratch, Puntenkoers, Achtervolging, Omnium |                      |          |                       |
| 2010     | Puntenkoers, Ploegenachtervolging                                 |                      |          |                       |
| 2011     | Koppelkoers, Scratch, Ploegenachtervolging                        |                      |          |                       |

## Wegwielrennen

### Overwinningen
2009
Coppa San Geo
Trofeo Franco Balestra
Trofeo Banca Popolare di Vicenza
2010
1e etappe deel B Internationale Wielerweek (ploegentijdrit)
2015
Trofeo Laigueglia
5e etappe Parijs-Nice
2016
6e etappe Ronde van Catalonië
2017
1e etappe Ronde van Catalonië
2019
1e en 2e etappe Ronde van Castilië en León
Eind- en puntenklassement Ronde van Castilië en León
3e etappe Ronde van Wallonië

### Resultaten in voornaamste wedstrijden
| Jaar | Ronde van Italië | Ronde van Frankrijk | Ronde van Spanje |
| ---- | ---------------- | ------------------- | ---------------- |
| 2011 |                  |                     |                  |
| 2012 |                  |                     | 163e             |
| 2013 |                  | 137e                |                  |
| 2014 |                  | 163e                |                  |
| 2015 |                  | 155e                |                  |
| 2016 |                  | 168e                |                  |
| 2017 |                  | 152e                |                  |
| 2018 |                  |                     |                  |
| 2019 | 130e             |                     |                  |
| 2020 | 118e             |                     |                  |
| 2021 | 127e             |                     | opgave           |
| 2022 | 135e             |                     | 134e (laatste)   |
| 2023 | opgave           |                     | 146e             |
| 2024 | 134e             |                     |                  |
| 2025 |                  |                     |                  |

| Jaar | Milaan-San Remo | Gent-Wevelgem | Ronde van Vlaanderen | Parijs-Roubaix | Amstel Gold Race | Luik-Bast.‑Luik | Brussels Cycling Classic | Cyclassics Hamburg |  | WK op de weg |  | Wereldranglijsten |
| ---- | --------------- | ------------- | -------------------- | -------------- | ---------------- | --------------- | ------------------------ | ------------------ |  | ------------ |  | ----------------- |
| 2011 |                 |               |                      | opgave         |                  |                 |                          |                    |  |              |  |                   |
| 2012 | 59e             | 103e          | opgave               | opgave         |                  |                 |                          |                    |  |              |  |                   |
| 2013 | 76e             | opgave        | opgave               |                | opgave           | opgave          | 5e                       | 84e                |  |              |  | 178e (UWT)        |
| 2014 | 22e             | 30e           | 91e                  | opgave         |                  |                 |                          | 7e                 |  |              |  | 114e (UWT)        |
| 2015 | 8e              | opgave        | 44e                  | opgave         |                  |                 |                          | 11e                |  |              |  | 100e (UWT)        |
| 2016 | 108e            |               | opgave               | opgave         |                  |                 |                          |                    |  |              |  | 172e (UWT)        |
| 2017 | 54e             |               |                      |                |                  |                 |                          |                    |  |              |  | 203e (UWT)        |
| 2018 | 51e             | opgave        | 48e                  |                | opgave           |                 |                          |                    |  |              |  | 334e (UWT)        |
| 2019 | 22e             |               |                      |                |                  |                 |                          |                    |  | opgave       |  |                   |
| 2020 | 90e             |               |                      |                |                  |                 |                          |                    |  |              |  |                   |
| 2021 | 43e             |               |                      |                |                  |                 |                          |                    |  |              |  |                   |
| 2022 | 157e            |               |                      | opgave         |                  |                 | 69e                      |                    |  |              |  |                   |
| 2023 | 75e             |               |                      |                |                  |                 |                          |                    |  |              |  |                   |
| 2024 | 149e            | opgave        |                      |                |                  |                 |                          |                    |  |              |  |                   |
| 2025 |                 | opgave        |                      | opgave         |                  |                 |                          |                    |  |              |  |                   |

## Ploegen
- 2010 –  Liquigas-Doimo
- 2011 –  Liquigas-Cannondale
- 2012 –  Lampre-ISD
- 2013 –  Lampre-Merida
- 2014 –  Lampre-Merida
- 2015 –  Lampre-Merida
- 2016 –  Lampre-Merida
- 2017 –  FDJ
- 2018 –  Groupama-FDJ
- 2019 –  Israel Cycling Academy
- 2020 –  Israel Start-Up Nation
- 2021 –  Israel Start-Up Nation
- 2022 –  Cofidis
- 2023 –  Cofidis
- 2024 –  Movistar Team
- 2025 –  Movistar Team

Agnoli ·
Basso · 
Bellotti ·
Bennati ·
Bodnar ·
Chicchi ·
Cimolai · 
Dall'Antonia ·
Finetto ·
Guarnieri ·
Kišerlovski ·
Koren ·
Kreuziger ·  
Koetsjynski · 
Nibali ·  
Oss ·
Paterski ·
Pellizotti ·
Quinziato ·
Sabatini ·
J. Sagan ·
P. Sagan ·
Santaromita ·
Szmyd ·
Vandborg ·
Vanotti ·
Viviani ·
Willems ·
Zaugg
Agnoli ·
Basso · 
Bellotti ·
Bodnar ·
Capecchi ·
Caruso ·
Cimolai · 
Da Dalto ·
Dall'Antonia ·
Duggan ·
Finetto ·
Guarnieri ·
King ·
Koren ·
Longo Borghini ·  
Marangoni · 
Nerz ·
Nibali ·  
Oss ·
Paterski ·
Ponzi ·
Sabatini ·
J. Sagan ·
P. Sagan ·
Salerno ·
Szmyd ·
Vanotti ·
Viviani ·
Wurf ·
Agostini (stagiair) ·
Moser (stagiair)
Anacona ·
Bertagnolli ·
Boets · 
Bole ·
Bono ·  
Cimolai ·   
Cunego ·
Graziato ·
Hondo ·
Kostjoek ·
D. Kryvtsov ·
J. Krivtsov ·
Kvatsjoek ·
Lloyd ·
Malori ·
Marzano ·
Mori ·
Niemiec ·
Petacchi ·
Pietropolli ·
Possoni ·
Righi ·
Scarponi ·
Sjejdyk ·
Spezialetti ·
Stortoni ·
Ulissi ·
Viganò ·
Cattaneo (stagiair) ·
Viola (stagiair) ·
Wackermann (stagiair)
Anacona ·
Bono ·  
Cattaneo ·
Cimolai ·   
Cunego ·
Dodi ·
Đurasek ·
Favilli ·
Ferrari ·
Graziato ·
Lloyd ·
Malori ·
Mori ·
Niemiec ·
Palini ·
Petacchi (tot 23/04) ·
Pietropolli ·
Polanc ·
Pozzato ·
Richeze ·
Scarponi ·
Serpa ·
Stortoni ·
Ubeto ·
Ulissi ·
Viganò ·
Wackermann ·
Bonifazio (stagiair) ·
Cambianica (stagiair) ·
Conti (stagiair)
Anacona · Bonifazio · Bono · Cattaneo · Cimolai · Conti · Costa  · Cunego · Dodi · Đurasek · Favilli · Ferrari · Horner · Modolo · Mori · Niemiec · Oliviera · Palini · Polanc · Pozzato · Richeze · Serpa · Ulissi · Valls · Wackermann · Xu · Kasjavy (stagiair) · Vaccher (stagiair)
Bonifazio · Bono · Cattaneo · Cimolai · Conti · M. Costa · R. Costa · Đurasek · Feng · Ferrari · Grmay · Kasjavy · Modolo · Mori · Niemiec · Oliviera · Pibernik · Plaza · Polanc · Pozzato · Richeze · Serpa · Ulissi · Valls · Xu · Ganna (stagiair) · Pacioni (stagiair) · Ravasi (stagiair)
Arashiro · Bono · Cattaneo · Cimolai · Conti · M. Costa · R. Costa · Đurasek · Feng · Ferrari · Grmay · Kasjavy · Kump · Meintjes · Modolo · Mohorič · Mori · Niemiec · Petilli · Pibernik · Polanc · Ulissi · Xu · Zurlo · Masnada (stagiair) · Ravasi (stagiair) · Troia (stagiair)
Bonnet · Cimolai · Courteille · Delage · Démare · Eiking · Fournier · Gaudu · Guarnieri · Hoelgaard · Konovalovas · Ladagnous · Le Bon · Le Gac · Ludvigsson · Maison · Manzin · Molard · Morabito · Pineau · Pinot · Reichenbach · Reza · Roux · Roy · Sarreau · Vaugrenard · Vichot · Vincent · Armirail (stagiair) · Madouas (stagiair) · Seigle (stagiair)
Armirail · Bonnet · Cimolai · Delage · Démare · Duchesne · Gaudu · Guarnieri · Hoelgaard · Konovalovas · Ladagnous · Le Gac · Ludvigsson · Madouas · Molard · Morabito · Pinot · Preidler · Reichenbach · Roux · Roy · Sarreau · Seigle · Sinkeldam · Thomas · Vaugrenard · Vichot · Vincent
Ávila · Badilatti · Barbier · Boivin · Brändle · Crisey · Cataford · Cimolai · Dempster · Dunne · Earle · Einhorn (vanaf 1-6) · Enger · Gebremedhin · O. Goldstein · R. Goldstein · Hermans · Jensen · Minali · Neilands · Niv · Perry · Plaza · Räim · Sagiv · Sbaragli · Schreurs · Turek · van Asbroeck · van Winden · Ben Mosche (stagiair) · Ovett (stagiair) · Renard (stagiair)
Badilatti · Barbier · Biermans · Boivin · Brändle · Cataford · Cimolai · Dowsett · Einhorn · Goldstein · Greipel · Hermans · Hofstetter · Hollenstein · Martin · McCabe · Navarro · Neilands · Niv · Piccoli · Politt · Räim · Renard · Sagiv · Schelling · Sutherland · Vahtra · Van Asbroeck · Würtz Schmidt · Zabel
Barbier · Berwick · Bevin · Biermans · Boivin · Brändle · Cataford · Cimolai · De Marchi · Dowsett · Einhorn · Froome · Goldstein · Greipel · Hagen · Hermans · Hofstetter · Hollenstein · Impey · Jones vanaf 1 juli · Martin · Neilands · Niv · Piccoli · Renard · Sagiv · Vahtra · Van Asbroeck · Vanmarcke · Woods · Würtz Schmidt · Zabel
Allegaert · Armée · Bidard · Bohli · Carvalho · Champion · Cimolai · Consonni · Coquard · Delettre · Fernández · Finé · Geschke · Jesús Herrada · José Herrada · Izagirre · Kreder · Lafay · Martin · Perez · Périchon · Renard · Rochas · Sajnok · Thomas · Toumire · Vanbilsen · Villella · Wallays · Walscheid · Zingle · Kolze Changizi (stagiair) · Lecamus-Lambert (stagiair) · Wood (stagiair)
Allegaert · Bidard · Carvalho · Champion · Cimolai · Consonni · Coquard · Delettre · Fernández · Finé · Geschke · Jesús Herrada · José Herrada · Izagirre · Kreder · Lafay · Lastra · Mariault · Martin · Noppe · Perez · Périchon · Renard · Rochas · Thomas · Toumire · Wallays · Walscheid · Wood · Zingle · Gudnitz (stagiair) · Knight (stagiair) · Larmet (stagiair)
Aranburu · Arcas · Barrenetxea · Barta · Canal · Cavagna · Cimolai · Formolo · García · Gaviria · Guerreiro · Jacobs · Lazkano · Mas · Milesi · Moro · Mühlberger · Norsgaard · Oliveira · Pedrero · Quintana · Rangel Costa (tot 19/8) · Romeo · Romo · Rubio · Samitier · Serrano · Sosa · Torres